# Kreditversicherung
Unter einer Kreditversicherung wird die Versicherung des Lieferantenkredits verstanden. Sie umfasst jedoch nicht Kredite wie Immobilienfinanzierungen oder Bankkredite. Diese werden gemeinhin als Restschuldversicherung oder Kreditausfallversicherung bezeichnet.
Es gibt verschiedene Arten von Kreditversicherungen. Die bekannteste ist die Warenkreditversicherung, die eine Kreditversicherung im engeren Sinne darstellt, da der Versicherungsnehmer auch der Begünstigte im Schadensfall ist.
Kreditversicherungen im weiteren Sinne sind die Vertrauensschadenversicherung und die Kautionsversicherung.
Bei der Warenkreditversicherung (Synonym: Delkredere-Versicherung oder Forderungsausfallversicherung) ist der Ausfall von Forderungen bei Warenlieferungen oder Dienstleistungen Gegenstand des Versicherungsschutzes, weshalb sich in den letzten Jahren immer mehr der Begriff Forderungsausfallversicherung etabliert hat. Hier sichert sich der Kreditgeber ab.

## Herleitung des Begriffs
Der Begriff Kreditversicherung leitet sich von dem Umstand her, dass zwischen der Lieferung einer Ware von einem Unternehmen an ein anderes bzw. der Erbringung einer Dienstleistung und deren Bezahlung ein zeitlicher Abstand liegt (in der Regel zwischen 30 und 180 Tagen). Das liefernde Unternehmen gewährt damit bis zur endgültigen Bezahlung einen Kredit. Diese so genannten Lieferantenkredite belaufen sich in Deutschland nach Angaben der Euler Hermes Deutschland AG jährlich auf ca. 340 Milliarden Euro.

## Historischer Hintergrund
Jedes Unternehmen, das eine Ware liefert oder eine Dienstleistung auf Rechnung erbringt, sollte das Risiko einer unbezahlt bleibenden Forderung beachten und gegebenenfalls absichern. Gerät das abnehmende Unternehmen in Liquiditätsengpässe, kann dies – je nach Höhe der ausstehenden Forderung – zu finanziellen Problemen bis hin zur Insolvenz des eigenen Unternehmens führen. Die Kreditversicherung übernimmt dabei nicht nur die Entschädigung bei einem Forderungsverlust, sondern auch die Bonitätsprüfung der abnehmenden Unternehmen im In- und Ausland.
Mit der Hermes Kreditversicherungsbank Aktiengesellschaft (heute: Allianz Trade) wurde im Jahre 1917 erstmals in Deutschland ein auf diese Thematik spezialisiertes Versicherungsunternehmen gegründet, das heute Weltmarktführer in dieser Branche ist. Zielsetzung war, die Versicherungssparten Warenkreditversicherung, Kautionsversicherung und Vertrauensschadenversicherung, die bis dahin vereinzelt von großen Versicherungsunternehmen angeboten wurden, zu bündeln, um den Unternehmen kompetenten Schutz vor Liquiditätsengpässen zu bieten.
1923 wurde die Rheinische Garantiebank Kautionsversicherungs-Aktiengesellschaft gegründet, die sich zunächst ausschließlich auf die Kautionsversicherung spezialisierte. Anfang der 60er Jahre folgte im Zuge einer Umfirmierung zur Allgemeine Kreditversicherung Aktiengesellschaft (heute Coface AG) auch die Warenkreditversicherung.
1954 gründete der Gerling-Konzern die Gerling Speziale (heute Atradius), die sich ebenfalls auf die Kreditversicherung spezialisierte.

## Formen der Kreditversicherung
Bei der Kreditversicherung sind folgende Formen zu unterscheiden:
- Warenkreditversicherung, bei der Forderungen aus Lieferungen und Leistungen abgesichert werden
- Investitionsgüterkreditversicherung, die das wirtschaftliche Risiko bei Zahlungszielen länger als sechs Monate absichert
- Politische Risiken lassen sich durch die Exportkreditgarantie (Hermes-Bürgschaft oder Hermesdeckung) der Bundesrepublik Deutschland absichern.

## Funktionsweise
Die Verträge zur Warenkreditversicherung kombinieren in der Regel Finanz- und Versicherungsdienstleistungen für den Versicherungsnehmer, d. h. Forderungsinhaber. Der Kreditversicherer überprüft zunächst die Bonität des Abnehmers. Hierzu nutzt er diverse Informationen (Wirtschaftsauskunfteien, Bankauskünfte, Veröffentlichungen im Bundesanzeiger, eigene Auskünfte, eigene Zahlungserfahrungen etc.). Liefert diese Prüfung ein positives Ergebnis, wird der Kreditversicherer die versicherungstechnische Deckungszusage in einer bestimmten Höhe (= „Limit“) erteilen. Bis zur Höhe dieses Limits revolvierend gelten die offenen Posten des Versicherungsnehmers aus Lieferungen und Leistungen als versichert. Der Versicherungsfall tritt ein, wenn der Abnehmer zahlungsunfähig wird oder in Zahlungsverzug gerät. Im letzteren Fall hat der Lieferant in der Regel nach erfolgloser Durchführung des eigenen Mahnverfahrens das Forderungsinkasso an den Kreditversicherer zu übertragen. Bleibt auch dieses Forderungsinkasso nach Ablauf einer vorher vereinbarten Frist erfolglos, tritt der sogenannte „Protracted Default“ (vorgezogener Versicherungsfall) ein. Die Entschädigungshöhe in beiden Typen von Versicherungsfällen liegt zwischen 70 und 90 % der Nettoforderung.
Der Deckungsschutz kann auch das sogenannte „Fabrikationsrisiko“ umfassen. Wird der Abnehmer zahlungsunfähig, während sich das in Auftrag gegebene Produkt noch in der Fertigung befindet, berechnet sich die Entschädigung aus den bereits erbrachten Vorleistungen des Lieferanten.
Im Warenkreditversicherungsvertrag behält sich der Versicherer jeweils das Recht vor, den Versicherungsschutz für einzelne Kunden aufzuheben oder zu reduzieren, d. h. das Limit zu streichen oder zu senken. Der Lieferant hat dann für zukünftige Lieferungen und Leistungen an seinen Abnehmer nur noch reduzierten oder keinen Versicherungsschutz mehr. Ausschlaggebend für solche Maßnahmen ist die Einschätzung der Bonität des Abnehmers durch den Warenkreditversicherer selbst. Steigt aus seiner Perspektive die Wahrscheinlichkeit des Eintritts des Versicherungsfalls, entzieht er den Versicherungsschutz.

## Prämien und Gebühren
Entsprechend der Natur der Dienstleistungen fallen sowohl eine Versicherungsprämie für die Versicherungsleistung als auch diverse Gebühren für die Finanzdienstleistungen an.
Die Versicherungsprämie wird entweder auf den versicherten Umsatz (Umsatzprämie) oder auf die versicherten offenen Posten (Saldenprämie) berechnet. Die Umsatzprämie beinhaltet einen pauschalen Abschlag für nicht gedeckte Lieferungen/Leistungen und lässt sich in der Regel für ein Versicherungsjahr im Voraus exakt beziffern und kalkulieren. Die Saldenprämie stellt sicher, dass nur für tatsächlich versicherte Forderungen eine Versicherungsprämie gezahlt wird. Dies setzt jedoch eine monatliche Ermittlung dieser offenen Posten voraus. Aufgrund von Schwankungen bei den offenen Posten und ihrer Deckung durch den Kreditversicherer lässt sich die Höhe der Prämie nicht exakt im Voraus eines Versicherungsjahres bestimmen.
Die Prämie berechnet sich in Promille vom Umsatz/offenen Posten. In die Kalkulation des Prämiensatzes fließen neben konjunktureller Lage, Finanzstärke des Kreditversicherers etc. auch unternehmensspezifische Faktoren mit ein, z. B.:
- durchschnittlicher Zahlungseingang
- eigene Branche
- Abnehmerbranche
- Exportanteil
- eigenes Debitorenmanagement, z. B. Mahnrhythmus, Fälligkeiten, Fakturierungszeitraum
- Forderungsverluste in der Vergangenheit.

In der Regel liegt der Prämiensatz zwischen 1,0 und 3,0 Promille.
Im Warenkreditversicherungsvertrag fallen in der Regel noch Gebühren für folgende Finanzdienstleistungen an:
- Kreditprüfung (zwischen 5 und 75 Euro pro versichertem Abnehmer)
- Inkasso (Auftragsgebühr, Servicepauschalen, Erfolgshonorare etc.).

## Angelagerte Dienstleistungen
ForderungsverkaufVersicherte Forderungen aus Lieferung und Leistung bilden typischerweise die Basis für den Weiterverkauf der Forderung im Wege der Forfaitierung oder des Factoring, aber auch für die Forderungsverbriefung in Form von Asset Backed Securities. Dabei werden die Entschädigungsansprüche aus einer WKV an die Forderungsankäufer zediert.
Top-Up-DeckungIm Falle unvollständiger Deckungszusage (Teilannahme) durch einen Kreditversicherer bietet der Markt teilweise sogenannte „Top-Up-Deckungen“ an, die das Limit des Kreditversicherers aufstocken und so einen Teil des Ausfallrisikos übernehmen.

## Spezialfall: Staatliche Ausfuhrgewährleistung
Für Lieferungen in Märkte, in denen das politische Risiko das wirtschaftliche Risiko überwiegt, stellen private Kreditversicherer in der Regel nur eingeschränkt oder gar keinen Deckungsschutz bereit. Hier bietet meist die staatliche Ausfuhrförderung Instrumente zur Besicherung der Forderungen. Diese folgen der gleichen Systematik (Kombination von Bonitätsprüfung, Deckungsübernahme, Inkasso). In Deutschland sind das die Hermes-Deckungen. Auch diese lassen sich mit Finanzierungsinstrumenten wie Forfaitierung und Factoring verknüpfen.

## Zugehörige Versicherungsformen
Zum weiteren Umfeld der Kreditversicherung zählt noch die Konsumentenkreditversicherung, die sich allerdings ausschließlich an Kreditinstitute zum Beispiel zur Absicherung von Dispo- oder Ratenkrediten von Privatpersonen richtet. Sie hat in Zeiten der zunehmenden Arbeitslosigkeit eine Bedeutung, wie die Zunahme entsprechender gerichtlicher Entscheidungen zeigt. In diesem erweiterten Umfeld ist auch die Kautionsversicherung anzusiedeln, die ähnlich wie eine Bankbürgschaft oder Bankgarantie funktioniert. Ebenso ist der Reisesicherungsschein ökonomisch eine Kreditversicherung im Zusammenhang mit Pauschalreisen.
Teilweise wird noch die Vertrauensschadenversicherung genannt, deren Zugehörigkeit zur Kreditversicherung sich allerdings wohl nur von der Tatsache ableiten lässt, dass dieses Produkt in der Regel von den Kreditversicherungsunternehmen angeboten wird.

## Aktuelle Veränderungen und Diskussion

### Relation Versicherungsprämien / übernommenes Haftungsvolumen
Diese Eckdaten stehen bei den Versicherern ungefähr in der Relation 1:350 gegenüber: D.h. verbürgten Deckungsvolumen in Höhe von 350 Mrd. Euro steht eine vereinnahmte Versicherungsprämie in Höhe von 1 Mrd. Euro gegenüber. Die Obligoübernahme lassen sich die Kreditversicherer nur zu einem Bruchteil von den Versicherungsnehmern bezahlen – daran ist nicht nur der Unterbietungswettbewerb zwischen den Anbietern um die günstigsten Prämien schuld. Auch die Rückversicherung eines Teils des übernommenen Obligos ändert daran nichts. Folgendes Szenario zeigt die Fragilität des Systems: Wenn nur 40 % des übernommenen Deckungsvolumens durch aktuelle Geschäfte real in Anspruch genommen wird und nur Versicherungsfälle in einem kumulierten Volumen von einem Prozent dieses tatsächlich beanspruchten Deckungsvolumens drohen, muss der Kreditversicherer Teile seines Eigenkapitals zur Regulierung der Schäden einsetzen. Der Schutz des Eigenkapitals zwingt den Kreditversicherer zu enormer Konjunktursensibilität.

### Rationalisierungsprozesse bei den Warenkreditversicherern
Kreditversicherer treffen in ihren Risk Departments täglich mehrere tausend Kreditentscheidungen. Dafür wurden in den letzten Jahren immer EDV-gestützte, standardisierte Verfahren in den Bereichen Bonitätsbewertung und Kreditentscheidung (Bonitätsbewertung und der Vergabe von Deckungszusagen) analog der bankmäßigen Unterscheidung von Markt und Marktfolge eingeführt. Tendenziell werden individuelle Kreditentscheidungen durch Algorithmen (z. B. Fuzzylogik) ersetzt. In ihren Commercial Departments setzen alle drei großen Kreditversicherer einheitliche länderübergreifende Vertragsstandards um und substituieren individuelle Vertragsbetreuung durch Online-Vertragshandling und telefonische Service-Hotlines.
Risiko- und Vertragsdaten sind in dieser Form automatisiert verfügbar und schnell zugängliche Verfügungsmasse für Entscheidungen des Top Managements der Kreditversicherer. Ergebnis ist in der Regel ein pauschales, massenweises Herabstufen von Versicherungsschutz für Unternehmen einer bestimmten Bonitätsklasse, Region oder Branche. Im Unterschied zu den Ratingherabstufungen durch Ratinginstitute, bei denen es sich jeweils um die Bonität eines einzelnen Schuldners handelt, kann ein Kreditversicherer „per Knopfdruck“ stets die gleichzeitige Abwertung einer Vielzahl von Unternehmen und damit eines riesigen Forderungsvolumens umsetzen. Solche Risikominimierungsmaßnahmen sind in ihrer realökonomischen Wirkung durchaus vergleichbar mit der rasanten Abwertung von Finanzderivaten wie Collateralized Debt/Loan Obligations (Warren Buffett: „Massenvernichtungswaffen“).

### Verhalten der Warenkreditversicherer in aktuellen Konjunktur- und Branchenkrisen
Die Finanz- und Wirtschaftskrise 2008/09 traf die Warenkreditversicherer inmitten ihrer Rationalisierungsprozesse. Mit der Automobilbranche war darüber hinaus erstmals eine Branche von erhöhtem Insolvenzrisiko betroffen, die gut organisiert und politisch bestens vernetzt war. Dies führte dazu, dass sich die Kreditversicherer, die sonst eher im Hintergrund agieren, in der Wirtschaftspresse für die „massive Störung von Lieferketten“ rechtfertigen mussten. Angesichts der fragilen Relation der Versicherungsprämien zum übernommenen Haftungsvolumen, so der Verdacht, neigen die Kreditversicherer dazu, Risiken aus konjunkturellen Abschwüngen eher zu dramatisieren als realistisch zu beurteilen. Da die Automobilbranche sich 2010 schneller erholte als erwartet, ebbte diese Diskussion bald wieder ab. Am undifferenzierten und pauschalierenden Vorgehen der Kreditversicherer hat sich jedoch nichts geändert, wie zuletzt flächendeckende Downgradings und Deckungskürzungen für Unternehmen mit Sitz in Griechenland oder Unternehmen der europäischen Solarbranche demonstrierten.

## Kreditversicherungsunternehmen (Auswahl)

### Marktführer in Deutschland
- Allianz Trade (ehem. Euler Hermes)
- Atradius
- Coface

### Sonstige
- Axa
- Delcredere NV
- QBE
- R+V Versicherung
- TCRe
- VHV Versicherung
- Zurich Gruppe Deutschland

### Österreich
- Acredia Versicherung (ehem. PRISMA, 49 % (2020) Euler Hermes Konzern)
- Atradius Austria
- Coface Austria
- Garant Kreditversicherungs-Aktiengesellschaft
- OeKB Versicherung
- R+V Versicherung